# Utusan Malaysia
Utusan Malaysia – malezyjski dziennik w języku malajskim. Po raz pierwszy ukazał się w 1939 roku w Singapurze, wówczas jako „Utusan Melayu”.